# 猟官制
猟官制（りょうかんせい、英語: spoils system）とは、公職の任命を政治的背景に基づいて行うこと。特に政党政治が発展した19世紀のアメリカやイギリスなどで盛んに行われ、選挙で政権政党が交替するたびに中央・地方を問わず公務員のほとんどが新しい政権政党系の人物に変更された。猟官主義、スポイルズ・システム、党人任用制（とうじんにんようせい）とも表現される。

## 由来と端緒
選挙によって政権を獲得すると、政権運営に必要な公職を政権の支持派で固めるため、しばしば公務員の入替が行われた。それが公職を狩猟の獲物（スポイルズ）のように扱っていることを皮肉ったアメリカ上院議員のウィリアム・マーシーの発言に由来する。
もっとも、当時において猟官制は、必ずしも売官制や情実主義のように罪悪視されていたわけではなく、むしろ絶対王政的・中央集権的な官僚制から近代民主主義を防衛し、政治における民主的正統（正当）性を確保するために必要な制度であると考えられた点に留意する必要がある。
絶対王政下においては、国家の最高責任者である国王がその側近を重要な公職に任じて行政を担当させることによって、自己の思い通りの政治を行って国民に強力な指導性を発揮するためには、ときとして圧政を敷くことすら当然視されていた。市民革命を経て政党政治を獲得した政党の指導者たちは、官僚が国民の直接的な監督下に置かれていないことを危険視し、国民の意思を反映した選挙で勝利して政権を獲得した政党（与党）が認めた官僚以外は排除して、自党支持者に広く公職を開放することによって、選挙によって示された国民の意思に沿った行政が実行されると考えたのである。また、政権政党側にしてもこうした仕組みの方が政権発足後の政権運営においても、また次期選挙に向けての支持者対策としても有利であったことは言うまでもない。
また、当時の行政において複雑な専門的知識を必要とする分野は限られており、職務に対する専門性の欠如よりも特定人物の公職在任が長期化することによる行政の硬直化の方が問題視されていたという事情もあった。
ただし、民主主義の支持者の全てがこれを支持していたわけではない。初代のアメリカ合衆国大統領であったジョージ・ワシントンは、公職が党派的支配を受けることによって特定の人々だけがその恩恵にあずかり、行政の公平性が喪失することに危惧を抱いており、むしろ政党そのものに否定的な考え方を抱いていた（実際に、ワシントン政権下のアメリカでは王党派や急進的民主派が政治の舞台から排斥された結果、民主主義国でありながら実態は連邦党（フェデラリスト）の保守的共和主義者による事実上の一党制が採られていた）。

## 拡大・進展
アメリカ独立当初からあり、ジェファーソンが唱えた「政府は小さければよい」という主義を背景として、開拓者が築いた西部諸州では農民を中心とした比較的単純な州政府ができあがり、そこでは専門の知識を問われず誰でも郡治安官・郡書記・道路監視人・州会計検査官・知事などの職に就くことができた。公職に伴う収入は大きかったので、西部定住者は短期在任制 (Short term) と公職交代制 (Rotation in Office) という方式を熱心に唱えるようになる。1828年に「人民の権利」の擁護者としてアンドリュー・ジャクソンが大統領に就任した際、西部に根強くあった「東部の金融や合衆国政府の重要な公職は、一部の貴族に独占されている」という疑いに応える形で、政府の人員を入れ替えそのあとに自分の支持者や友人を据えた。このやり方を初めとして、政治と行政を官僚や専門家から一般大衆の手に取り戻すべきであるという信念がジャクソンの時代に定着し、エイブラハム・リンカーン大統領の時代に「猟官制」は政権党の交代と結びつく。大統領選挙戦が激化して大がかりになり、政党がマシーンと呼ばれるような厳格な組織となるにしたがって、党員の忠誠に報いるために公職を提供するというシステムが不可欠になったためと考えられる。前述のウィリアム・マーシーによる命名もジャクソン政権期のことであった。また、リンカーンはこの制度を利用して1639の公職中1457の交代を行ったと言われている。
その一方で、このシステムは、資本主義の発達（アメリカの場合には国土拡大や移民増加、イギリスの場合には選挙権の拡大が加味される）によって社会構造が複雑化すると、政党政治が様々な利害関係と結びついて金権政治へと転化されやすくなり、猟官制が選挙運動や資金提供に対する見返りへと変化し、無能な官吏の増加と汚職の原因となった。そのため、アメリカでは1871年には政府職員の任用に試験を課す法律が採択される。1881年にガーフィールド大統領が失望させられた猟官者に射殺されるという事件をへて官吏任用制改革の動きが加速し、翌年民主党が下院で過半数を占めて連邦官吏任用制度委員会を創設する。そのときクリーブランド大統領は党派的な免官を行わず、1915年までに「猟官制」は連邦政府レベルでほぼ終熄した。

## 反省と転換
こうした状況に対する批判から、資格または試験による成績に基づいた公職任命を行おうとするメリット・システム（資格任用制）の導入を求める動きが高まった。1870年にイギリスにおいて公務員の試験による任用制度が確立され、1881年にはアメリカでも公務員制度改革連盟が結成されて運動が行われた結果、1883年には連邦公務員法が制定されて公職に対する政治的任用が制限されるに至った。ただ、「公職交代制」は特に州政府で民主的な慣行として行われ続ける。
だが、行政の専門化は官僚主導の政治運営の危惧を増大させるなどの弊害があり、政治的任命による選挙を通じた行政の監督と公務員任命及び行政運営の公正さの確保とのバランスを取ることが政治的課題として常に内在していると言える。
アメリカでは1967年に大統領の家族にある近親者が政府の要職に就くことを禁じる「反縁故法」が制定された。
なお、日本においては第二次世界大戦前には内務省及び同省が任命した府県知事や警察署長が警察を用いた公然・非公然の選挙干渉をしばしば行った。そのために、日本でも政党政治が行われると、「政治の粛正」を大義名分として文官分限令第11条にあった「任命権者による行政運営上の都合に基づく休職」規定を発動して内務省を中心に省幹部や知事などの休職・転任が政権政党交代ごとに行われて、自党系の府県知事や警察幹部などが配置された。このため、内務省ほか各省内部に政党と結びついた一種の派閥が形成されることとなった。これらは「党弊」として内務官僚のみならず地方議会や一般の国民世論からの批判も浴びて、後に政党による行政支配に反対する革新官僚の台頭を促すきっかけとなった。